# Оревица Маре (Мехединци)
Оревица Маре (рум. Orevița Mare) насеље је у Румунији у жупанији Мехединци у граду Ванжу Маре. Место се налази на надморској висини од 164 m.

## Становништво
Према подацима из 2002. године у насељу је живело 1102 становника, од којих су сви румунске националности. 